# Jacob Middleton Jr.

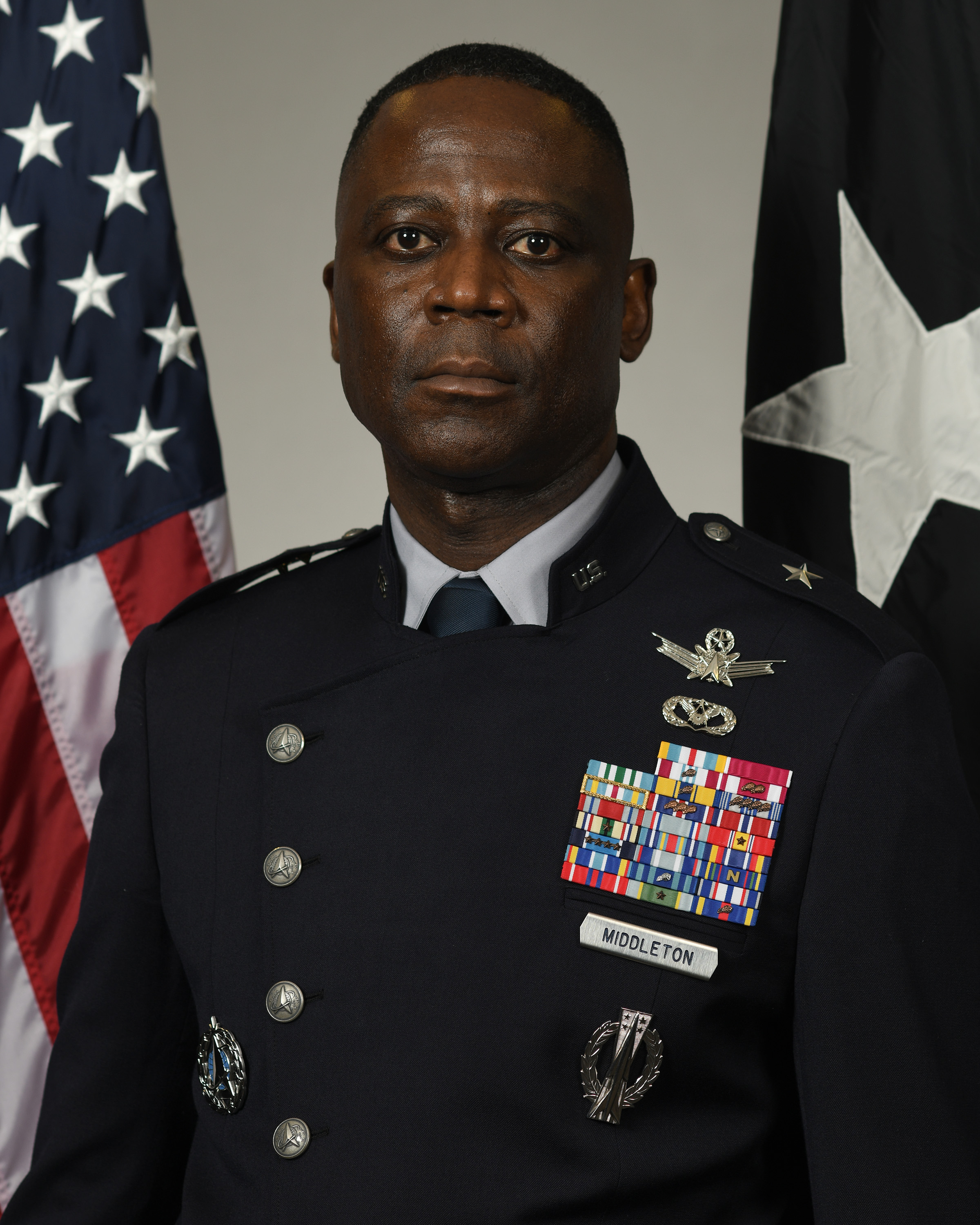
Jacob Middleton (2023)

Jacob Middleton Jr. (* 1970) ist ein US-amerikanischer Brigadier General der United States Space Force und seit August 2024 der zweite Kommandeur von United States Space Forces – Europe and Africa auf der Ramstein Air Base.

## Leben
Vor seinem Eintritt in die US-Streitkräfte erwarb Jacob Middleton Jr. einen Bachelor of Arts in Psychologie an der Augusta State University in Augusta, Georgia und 1997 einen Master of Arts im Fach Public Administration (öffentliche Verwaltung) an der Troy University in Alabama. Im November 1998 trat er in die Streitkräfte ein und absolvierte bis August 1999 das Undergraduate Space and Missile Training auf der Vandenberg Air Force Base in Kalifornien und wurde danach als Teil einer Crew von Interkontinentalraketen auf die Minot Air Force Base in North Dakota versetzt, wo er bis Juli 2003 in verschiedenen Verwendungen blieb.
Von Juli 2005 an lehrte er als Assistant Professor of Aerospace Studies an der Tuskegee University in Alabama, bevor er 2007 ins Pentagon nach Arlington wechselte. Von 2007 bis 2008 war er zuerst Chief of Current Operations im National Reconnaissance Operations Center des National Reconnaissance Office (einem der US-Geheimdienste) in Chantilly, Virginia und von Juni 2008 bis Dezember 2008 ebendort Executive Officer beim Deputy Director for Mission Support. Anschließend war er bis 2010 in weiteren Verwendungen im NRO eingesetzt. Middleton absolvierte 2007 einen Lehrgang für Stabsoffiziere am Air Command and Staff College in Form eines Fernstudiums.
Nach einer kurzen Zeit an der School of Advanced Air and Space Studies auf der Maxwell Air Force Base übernahm er im Juni 2011 als Operations Officer die 50th Operations Support Squadron auf der Schriever Air Force Base in Colorado und von Juni 2012 bis Mai 2014 als Kommandeur die Space Operations Squadron der Aerospace Data Facility Colorado auf der Buckley Air Force Base, ebenfalls in dem am Fuß der Rocky Mountains gelegenen Bundesstaat. Von Mai 2014 bis Juli 2015 wurde Middleton erneut im Pentagon eingesetzt, dieses Mal als Redenschreiber für den Vice Chief of Staff of the Air Force. Von Juli 2015 bis Juli 2016 war er stellvertretender Chef der für Senatsangelegenheiten verantwortlichen Abteilung im Büro des Secretary of the Air Force. Von Juli 2016 bis Juli 2017 schloss sich ein weiterer Studiengang, dieses mal am National War College, an, bevor er von Juli 2017 bis Juli 2019 als Vizekommandant das 50th Space Wing auf der Schriever Air Force Base übernahm und gleichzeitig zwischen Januar und Juli 2019 in einem Auslandseinsatz in Katar auf der Al Udeid Air Base stationiert war.
Von 2019 bis 2023 schlossen sich diverse weitere Verwendungen an, zunächst als Kommandeur der Aerospace Data Facility Colorado bis August 2021, danach als Senior Congressional Advisor für den Chief of Space Operations im Pentagon, bis Juli 2023 dann im Weißen Haus als Director of National Security Space Policy und schließlich von Juli 2023 bis August 2024 bei den Joint Chiefs of Staff als Deputy Director for Operations. 2022 wurde er Brigadier General.
Im August 2024 übernahm Middleton das Kommando über United States Space Forces – Europe and Africa (USSPACEFOR-EURAF) als zweiter Kommandeur seit Aufstellung und als erster Offizier im Dienstgrad eines Brigadier Generals.